# 祖大弼
祖大弼（?—?），遼東（今遼寧遼陽）人，遼陽副總兵祖承訓之子，祖大壽之弟，名将吴三桂之舅。驍勇善戰，作戰時喜歡吶喊，人稱「祖二瘋子」。曾隨洪承疇剿寇。後隨祖大壽抗清，參與大凌河之役，名壯一時。松錦之戰後，隨祖大壽降清。